# Champagne-et-Fontaine
 Champagne-et-Fontaine  (en occitano Champanha e Fontanas) es una población y comuna francesa, situada en la región de Aquitania, departamento de Dordoña, en el distrito de Périgueux y cantón de Verteillac.

## Demografía
| 655 | 600 | 511 | 477 | 415 | 431 |
| Para los censos de 1962 a 1999 la población legal corresponde a la población sin duplicidades (Fuente: INSEE [Consultar]) |     |     |     |     |     |